# アラン・カービシュリー
ルウェリン・チャールズ "アラン" カービシュリー（Llewellyn Charles "Alan" Curbishley、1957年11月8日 - ）は、イギリス・ロンドン出身の元サッカー選手。ポジションはMF。チャールトン・アスレティック、ウェストハム・ユナイテッドで監督を務めた。
イングランドを代表する監督。チャールトンでは、16年間という長期に渡って指揮を執った。
音楽プロデューサー（「ザ・フー」が有名、また現在は映画制作も手がける）として著名なビルを兄に持つ。

## 経歴

### 選手として
1974年、ウェストハム・ユナイテッドに入団。ユースチームで頭角を現し、1975年3月の対チェルシー戦でトップチームデビュー。1979年にバーミンガム・シティへ移籍、1983年には、アストン・ヴィラへ移籍したが、監督の交代などもあり、1シーズンでチャールトンへと移籍した。その後、ブライトン・アンド・ホーブで2シーズンを過ごした後、1990年に選手兼リザーブチームのコーチという形でチャールトンに復帰、同年10月にはファーストチームのコーチに昇格。1993年に現役を引退した。A代表の経験はなく、U-21イングランド代表で1試合に出場したのみである。

### 監督として
チャールトン時代
監督としてのキャリアは、選手と監督の兼任という形で、1991年7月に監督であったレニー・ローレンスがミドルスブラに去った後に、コーチからの昇格という形でスタート。1994-95シーズンまでは、スティーブ・グリットとの二頭体制であったが、1995-96シーズンからは単独で指揮を執った。1997-98シーズンにフットボールリーグで4位という成績を残し、PK戦の末にプレーオフでサンダランドを破り、プレミアリーグに昇格した。クラブは1シーズンで降格してしまうが、1シーズンで再びプレミアリーグに戻った。2005年9月のバーミンガム・シティ戦で監督として600試合目の指揮を執るなど、2005-06シーズン終了後に監督を退任するまで長期にわたって監督を務めた。リー・ボウヤー、スコット・パーカーなど、若手を育て、また、ダニー・ミルズ、アンディ・ハントのように安くて良い選手を獲得するなど、選手を見る目も優れている。エリクソン退任後のイングランド代表監督候補として名前が挙がったが、マクラーレンが監督に就任したため、そのポストに就くことは出来なかった。
ウェストハム時代
2006-07シーズン途中、プロとしてのキャリアを始めたクラブからオファーが届き監督に就任した。クラブは18位と低迷していたが、就任直後の対マンチェスター・ユナイテッド戦に勝利し大金星を挙げた。しかし、その後は低迷、2007年3月4日のトッテナム戦では一時は2-0とはリードしながらも結果3-4という逆転負けを喫し、最下位に転落。降格は必至と見られていたが、テベスの活躍などもあり、最終節で再び、マンチェスター・ユナイテッドを1-0で下し、奇跡とも言われる残留を達成した。
2008-09シーズンは好スタートを切るも、フロントと選手の移籍を巡る問題で対立、2008年9月3日に監督を辞任した。

## 指導経歴・成績
| クラブ                       | 就任           | 退任         | 記録 | 記録 | 記録 | 記録 | 記録   |
| クラブ                       | 就任           | 退任         | 試合 | 勝ち | 負け | 分け | 勝率 % |
| ---------------------------- | -------------- | ------------ | ---- | ---- | ---- | ---- | ------ |
| チャールトン・アスレティック | 1991年7月24日  | 2006年5月8日 | 720  | 274  | 259  | 187  | 38.05  |
| ウェストハム・ユナイテッド   | 2006年12月13日 | 2008年9月3日 | 71   | 29   | 28   | 14   | 40.85  |

2008年9月3日現在。

## タイトル

### 指導者時代
チャールトン・アスレティック
- フットボールリーグ・ファーストディビジョン：1回（1999-2000）

個人
- プレミアリーグ月間最優秀監督：3回（1998年8月、1999年2月、2003年2月）